# Tournoi d'ouverture du championnat du Paraguay de football 2015
Navigation
Tournoi précédent Tournoi suivant
Le tournoi d'ouverture de la saison 2015 du Championnat du Paraguay de football est le premier tournoi semestriel de la cent-cinquième saison du championnat de première division au Paraguay. La saison est scindée en deux tournois saisonniers qui délivrent chacun un titre de champion. Les douze clubs participants sont réunis au sein d'une poule unique où ils affrontent leurs adversaires deux fois, à domicile et à l'extérieur. Il n’y a ni promotion, ni relégation à l’issue du tournoi.
C'est le club de Cerro Porteño qui remporte le tournoi après avoir terminé en tête du classement final, avec cinq points d'avance sur Club Guaraní et quatorze sur Club Libertad. C'est le trente-et-unième titre de champion du Paraguay de l'histoire du club.

## Qualifications continentales
Le vainqueur du tournoi Ouverture est qualifié pour la Copa Libertadores 2016.

## Les clubs participants
| - Club Libertad - Club Nacional - Cerro Porteño - Club Guaraní - Club Deportivo Capiatá - Club Sol de América | - Club Sportivo San Lorenzo - Promu de División Intermedia - Club Olimpia - Club Sportivo Luqueño - Club General Díaz - Club Deportivo Santaní - Promu de División Intermedia - Club Rubio Ñu |

## Compétition
Le barème utilisé pour établir le classement est le suivant :
- Victoire : 3 points
- Match nul : 1 point
- Défaite : 0 point

### Classement
| Rang | Équipe                     | Pts | J  | G  | N | P  | Bp | Bc | Diff |
| ---- | -------------------------- | --- | -- | -- | - | -- | -- | -- | ---- |
| 1    | Cerro Porteño              | 52  | 22 | 16 | 4 | 2  | 41 | 19 | +22  |
| 2    | Club Guaraní               | 47  | 22 | 15 | 2 | 5  | 40 | 26 | +14  |
| 3    | Club LibertadT             | 38  | 22 | 10 | 8 | 4  | 30 | 23 | +7   |
| 4    | Club Olimpia               | 35  | 22 | 9  | 8 | 5  | 32 | 22 | +10  |
| 5    | Club Sportivo Luqueño      | 34  | 22 | 10 | 4 | 8  | 35 | 29 | +6   |
| 6    | Club Sol de América        | 31  | 22 | 8  | 7 | 7  | 26 | 26 | 0    |
| 7    | Club Rubio Ñu              | 26  | 22 | 6  | 8 | 8  | 34 | 36 | -2   |
| 8    | Club Nacional              | 22  | 22 | 5  | 7 | 10 | 28 | 37 | -9   |
| 9    | Club Deportivo SantaníP    | 21  | 22 | 4  | 9 | 9  | 27 | 33 | -6   |
| 10   | Club General Díaz          | 21  | 22 | 5  | 6 | 11 | 26 | 32 | -6   |
| 11   | Club Deportivo Capiatá     | 21  | 22 | 5  | 6 | 11 | 29 | 41 | -12  |
| 12   | Club Sportivo San LorenzoP | 11  | 22 | 2  | 5 | 15 | 24 | 48 | -24  |

|  | Qualification pour la Copa Libertadores 2016         |
|  | T : Tenant du titre P : Promu de División Intermedia |

## Bilan de la saison
| Championnat du Paraguay de football 2015 |                           |
| Champion                                 | Cerro Porteño (31e titre) |
| Qualifications continentales             |                           |
| Copa Libertadores 2016                   | Cerro Porteño             |
| Promotions et relégations                |                           |
| Promus en Primera División               | Aucun                     |
| Relégués en División Intermedia          | Aucun                     |